# Луций Валерий Поцит (консул 483 пр.н.е.)
Вижте пояснителната страница за други личности с името Луций Валерий Поцит.
Луций Валерий Поцит Публикола (на латински: Lucius Valerius Potitus Publicola) е римски политик от 5 век пр.н.е.
Луций произлиза от клон Поцит-Попликола на фамилията Валерии. Той е син на Марк Валерий Волуз (консул 505 пр.н.е.) и брат на Маний Валерий Волуз Максим (диктатор 494 пр.н.е.). Баща е на Луций Валерий Поцит (консул 449 пр.н.е.). Племенник e на прочутия Публий Валерий Попликола (четири пъти консул между 509 и 504 пр.н.е.).
През 485 пр.н.е. Луций е квестор. През 483 пр.н.е. той е избран за консул заедно с Марк Фабий Вибулан и се бие против волските и град Вейи. През 470 пр.н.е. той е за втори път консул, колега му е Тиберий Емилий Мамерк. Луций се бие против еквите, а Тиберий против сабините.